# La Poterie-Mathieu
La Poterie-Mathieu är en kommun i departementet Eure i regionen Normandie i norra Frankrike. Kommunen ligger i kantonen Saint-Georges-du-Vièvre som tillhör arrondissementet Bernay. År 2022 hade La Poterie-Mathieu 166 invånare.

## Befolkningsutveckling
Antalet invånare i kommunen La Poterie-Mathieu
Referens:INSEE